# Nombre de Jesús (El Salvador)
Nombre de Jesús es un distrito del municipio de Chalatenango Sur de El Salvador. Tiene una población de 4 017 para el año 2024 según el censo.
| Censo | Población | Cambio | Porcentaje |
| ----- | --------- | ------ | ---------- |
| 2007  | 4 484     | N/D    | N/D        |
| 2024  | 4 017     | -467   | -10.4%     |

## Historia
En 1807, según el corregidor intendente don Antonio Gutiérrez y Ulloa, Nombre de Jesús era una Hacienda en el Partido de Chalatenango y en el camino real para Sensuntepeque, de propiedad de don Lionzo Amaya. 

"Comprende su area...dice... 6 caballerias de tierra en que se cultiva añil. "Se ignora cuando el villorio que se formó en esta hacienda"
Descripción

En 1824, (del 12 de junio al 22 de mayo de 1835) Dulce Nombre de Jesús, perteneció al Departamento de San Salvador. En 1835, (del 23 de mayo de 1835 al 14 de febrero de 1855), perteneció al Departamento de Cuscatlán.
A partir del 15 de febrero de 1855 hasta la fecha es unida al Departamento de Chalatenango en forma indefinida.
En 1841, fue elevado a la categoría de pueblo, de acuerdo a Ley emitida el 18 de febrero.
En 1855, aparecen: Arcatao, Trinidad y Nombre de Jesús formando un cantón electoral en el distrito de Chalatenango. Como pueblo del mismo distrito aparecen en la división político-administrativa de El Salvador hecha en este año por el Presbítero y Doctor Isidro Menendez.
En el 22 de abril de 1893, durante la administración del Presidente Carlos Ezeta, la Secretaría de Instrucción Pública y Beneficencia acordó el establecimiento de una escuela mixta en el valle de Potrerillos, su dotación era 15 pesos mensuales.